# レーオポルト・フォン・ザッハー＝マゾッホ
騎士レーオポルト・フォン・ザッハー＝マーゾッホ（ドイツ語: Leopold Ritter von Sacher Masoch, 1836年1月27日 - 1895年3月9日 フランクフルト・アム・マイン近郊リントハイム Lindheim）は、オーストリアの小説家、貴族。「ザッヘル＝マゾッホ」とも書かれる。

## 生涯
レンベルク（現ウクライナ・リヴィウ）生。ガリツィアをテーマにした物語が多い。初期は故郷を題材にした歴史小説を書いていた。
『毛皮を着たヴィーナス』など、作品の一部に特徴付けられる精神的あるいは肉体的な苦痛に快楽を感じる倒錯は、精神科医クラフト＝エビングによって、1886年に著書「性の心理学」でマゾヒズムと名づけられた（当時、マゾッホは存命中であった）。哲学者ジル・ドゥルーズによる『サドとマゾッホ』という著作もある。これは、精神分析において二項対立的に語られたサディズムとマゾヒズムが、実は対立しない別ものであることを主張するものだった。
『毛皮を着たヴィーナス』はマッシモ・ダラマーノ監督によって1968年に映画化されている（『毛皮のヴィーナス』。主演、ラウラ・アントネッリ、レジス・ヴァレ）。

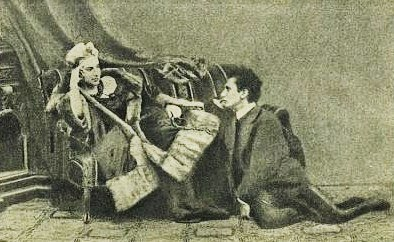
毛皮を着たファニーにひざまずくマゾッホ

マゾッホ本人も情婦ファニー・ピストールと「夫人の奴隷となり、その願望と命令をすべて実現する」旨の誓約書を交わし、隷従した。この時に毛皮を着たファニーに対してマゾッホがひざまずく写真が残されている。また、アウローラ・リューメリンというお針子の若い女性と結婚し、彼女に『毛皮を着たビーナス』の登場人物と同じ名前である「ワンダ」を名乗らせた上に貴婦人に仕立て上げ、ファニーの時と同様の誓約書を交わし隷従していた。

## 日本語訳
- 『性の受難者 小説』（青樹繁訳、小西書店） 1923
- 『マゾッホ情艶小説集』（木村毅訳、白鳳書院） 1949
- 『毛皮を著たヴィーナス』（佐藤春夫訳、大日本雄弁会講談社） 1957
- 『定本佐藤春夫全集 第33巻 翻訳・翻案6』（臨川書店） 2000
- 『毛皮を着たヴィーナス』（小野武雄訳、新流社、世界セクシー文学全集2） 1960
「毛皮を着たヴィーナス」「美しいモデル嬢の復讐」「老女帝荒淫の末路」「ヴィーナスの丘へ帰りたい」「黒いゴンドラ」「残酷なテスト」「ザ・イーラ」「酔っぱらい」「新時代の妻」「アメリカ的決闘」
- 『カテリーナ二世』（小野武雄訳、新流社） 1962
- 『荒淫の末路』（小野武雄訳、新流社） 1965
- 『毛皮のヴィナス』（伊東守男訳、二見書房、コレクション・アモール5） 1968
- 『マゾッホ選集 1　毛皮を着たヴィーナス』（種村季弘訳、桃源社） 1976 / 河出文庫 1983、改版 2004.6
- 『マゾッホ選集 2　残酷な女たち / 風紀委員会 / 醜の美学』（飯吉光夫, 福井信雄訳、桃源社） 1977.3
  - 『残酷な女たち』（河出文庫） 2004.5 - 飯吉・池田信雄 訳に名義変更

「残酷な女たち」「風紀委員会」「醜の美学」
- 『マゾッホ選集 3　ガリチア物語』（高本研一訳、桃源社） 1976
- 『マゾッホ選集 4　密使 / コロメアのドン・ジュアン』（種村季弘訳、桃源社） 1977.9
- 『ユダヤ人の生活 マゾッホ短編小説集』（中澤英雄訳、柏書房） 1994.9
「愛国のユダヤ人」「ホルトの製本屋」「見捨てられたカバラー学者」「レオパルド夫人」「美男のカーレプ」「帰郷」「ハマンとエステル」「救済」「子猫のペーテルジール」「偽ターラー銀貨」「二人の医者」「プルトフの合戦」「ローマのマトローネのお話」「汝殺すなかれ」「犬猿の仲」「二種類の貴族」「イスラエル民族について」
中澤英雄解説「ザッハー=マゾッホの未知の顔」
- 『続 ユダヤ人の生活 マゾッホ短編小説集』（中澤英雄訳、Amazon Kindle） 2022.11 - 続編10篇を電子出版
- 『ドラゴミラ 魂を漁る女』（藤川芳朗訳、同学社） 1998.10
  - 『魂を漁る女』（中公文庫） 2005.4
- 『聖母』（藤川芳朗訳、中央公論新社） 2005.10
- 『毛皮を着たヴィーナス』（許光俊訳、光文社古典新訳文庫、電子書籍も刊） 2022.8
- 『ザッハー=マゾッホ集成Ⅰ エロス』、ISBN 978-4409130421
- 『ザッハー=マゾッホ集成Ⅱ フォークロア』、ISBN 978-4409130438
- 『ザッハー=マゾッホ集成Ⅲ カルト』、ISBN 978-4409130445
（平野嘉彦・中澤英雄・西成彦訳・解説、人文書院） 2024.9

## 関連作品
- 作家マゾッホ愛の日々 - マゾッホの半生を描いた映画